# Temporada da NHL de 1932–33
A temporada da NHL de 1932–33 foi a 16.ª  temporada da National Hockey League (NHL). Nove times jogaram 48 partidas cada. O New York Rangers bateu o Toronto Maple Leafs por 3-1 para a Stanley Cup.  

## Negócios da Liga
Após ficar de fora por uma temporada devido a dificuldades financeiras, o Ottawa Senators voltou à NHL. O Detroit Falcons fundiu-se com o Chicago Shamrocks da AHL e se tornou o Detroit Red Wings, agora pertencente a James Norris. O Philadelphia Quakers não voltou à NHL após a saída na temporada 1931–32.
Foi a primeira temporada em que Frank Calder nomeou o melhor estreante do ano. O primeiro vencedor foi Carl Voss doDetroit Red Wings (anteriormente Detroit Falcons).
A NHL agora requeria um capetão ou capetão alternativo para estarem no gelo em todos os momentos.
Embora o Montreal Maroons tivesse Flat Walsh, Dave Kerr e Normie Smith no gol, eles não foram o suficiente para Chuck Gardiner de Chicago. James Strachan ofereceu $10.000 mais um de seus goleiros, mas não houve acordo.
Billy Coutu, expulso da NHL em 1927, teve permissão para voltar, mas nunca o fez.

## Temporada Regular
Houve um recorde de quatro goleiros que atuaram como capitães dos seus times: George Hainsworth, Roy Worters, Charlie Gardiner, e Alex Connell. Os Red Wings e Boston Bruins empataram com o melhor desempennho geral de 58 pontos,mas foi Boston que ficou em primeiro devido a um melhor desempenho no confronto direto. Ottawa começou a temporada na segunda posição na Divisão Canadense e obteve um desempenho próximo a 0,500 no meio da temporada, mas "morreu" na segunda metade e terminou em último. O Presidente Ahearn instruiu o técnico Cy Denneny a multar jogadores que praticaram um hóquei indiferente. Ao mesmo tempo, ele disse que Hector Kilrea não estava á venda. O administrador de Toronto Conn Smythe ofereceu Andy Blair, Ken Doraty, e Baldy Cotton por Kilrea, o que resultou em mostras de desdém por Ahearn. 
O Montreal Canadiens, surpreendentemente, sob o novo técnico Newsy Lalonde, ficou a maioria da temporada na última posição, mas conseguirem disputar os playoffs ao se recuperarem e ficarem em terceiro. Toronto, com sua "Linha de Crianças", terminou em primeiro pela primeira vez como os Maple Leafs. Liderado pela grande performance de Eddie Shore, o Boston Bruins terminou em primeiro na Divisão Americana.

### Classificação Final
Nota: V = Vitórias, D = Derrotas, E = Empates, Pts = Pontos, GP= Gols Pró, GC = Gols Contra, PEM = Penalizações em minutos

Nota: Times que se classificaram aos play-offs estão em negrito.
| Divisão Canadense   | PJ | V  | D  | E  | Pts | GP  | GC  | PEM |
| ------------------- | -- | -- | -- | -- | --- | --- | --- | --- |
| Toronto Maple Leafs | 48 | 24 | 18 | 6  | 54  | 119 | 111 | 622 |
| Montreal Maroons    | 48 | 22 | 20 | 6  | 50  | 135 | 119 | 442 |
| Montreal Canadiens  | 48 | 18 | 25 | 5  | 41  | 92  | 115 | 468 |
| New York Americans  | 48 | 15 | 22 | 11 | 41  | 91  | 118 | 460 |
| Ottawa Senators     | 48 | 11 | 27 | 10 | 32  | 88  | 131 | 398 |

| Divisão Americana   | PJ | V  | D  | E  | Pts | GP  | GC  | PEM |
| ------------------- | -- | -- | -- | -- | --- | --- | --- | --- |
| Boston Bruins       | 48 | 25 | 15 | 8  | 58  | 124 | 88  | 517 |
| Detroit Red Wings   | 48 | 25 | 15 | 8  | 58  | 111 | 93  | 462 |
| New York Rangers    | 48 | 23 | 17 | 8  | 54  | 135 | 107 | 599 |
| Chicago Black Hawks | 48 | 16 | 20 | 12 | 44  | 88  | 101 | 401 |

### Artilheiros
PJ = Partidas Jogadas, G = Gols, A = Assistências, Pts = Pontos, PEM = Penalizações em Minutos
| Jogador         | Time                | PJ | G  | A  | Pts | PEM |
| --------------- | ------------------- | -- | -- | -- | --- | --- |
| Bill Cook       | New York Rangers    | 48 | 28 | 22 | 50  | 51  |
| Busher Jackson  | Toronto Maple Leafs | 48 | 27 | 17 | 44  | 43  |
| Baldy Northcott | Montreal Maroons    | 48 | 22 | 21 | 43  | 30  |
| Hooley Smith    | Montreal Maroons    | 48 | 20 | 21 | 41  | 66  |
| Paul Haynes     | Montreal Maroons    | 48 | 16 | 25 | 41  | 18  |
| Aurel Joliat    | Montreal Canadiens  | 48 | 18 | 21 | 39  | 53  |
| Marty Barry     | Boston Bruins       | 48 | 24 | 13 | 37  | 40  |
| Bun Cook        | New York Rangers    | 48 | 22 | 15 | 37  | 35  |
| Nels Stewart    | Boston Bruins       | 47 | 18 | 18 | 36  | 62  |
| Howie Morenz    | Montreal Canadiens  | 46 | 14 | 21 | 35  | 32  |

## Prêmios da NHL
| Prêmios da NHL de 1932–33  | Prêmios da NHL de 1932–33       |
| -------------------------- | ------------------------------- |
| Troféu Memorial Calder:    | Carl Voss, Detroit Red Wings    |
| Troféu Memorial Hart:      | Eddie Shore, Boston Bruins      |
| Troféu Memorial Lady Byng: | Frank Boucher, New York Rangers |
| Copa O'Brien:              | Toronto Maple Leafs             |
| Troféu Príncipe de Gales:  | Boston Bruins                   |
| Troféu Vezina:             | Tiny Thompson, Boston Bruins    |

### Times das Estrelas
| Primeiro Time                      | Position | Segundo Time                          |
| ---------------------------------- | -------- | ------------------------------------- |
| John Ross Roach, Detroit Red Wings | G        | Chuck Gardiner, Chicago Black Hawks   |
| Eddie Shore, Boston Bruins         | D        | King Clancy, Toronto Maple Leafs      |
| Ching Johnson, New York Rangers    | D        | Lionel Conacher, Montreal Maroons     |
| Frank Boucher, New York Rangers    | C        | Howie Morenz, Montreal Canadiens      |
| Bill Cook, New York Rangers        | RW       | Charlie Conacher, Toronto Maple Leafs |
| Baldy Northcott, Montreal Maroons  | LW       | Busher Jackson, Toronto Maple Leafs   |
| Lester Patrick, New York Rangers   | Coach    | Dick Irvin, Toronto Maple Leafs       |

## Estreias
O seguinte é uma lista de jogadores importantes que jogaram seu primeiro jogo na NHL em 1932–33 (listados com seu primeiro time, asterisco(*) marca estreia nos play-offs):
- Art Wiebe, Chicago Black Hawks
- Eddie Wiseman, Detroit Red Wings
- Charlie Sands, Toronto Maple Leafs
- Buzz Boll*, Toronto Maple Leafs
- Bill Thoms, Toronto Maple Leafs

## Últimos Jogos
O seguinte é uma lista de jogadores importantes que jogaram seu último jogo na NHL em 1932-33  (listados com seu último time):
- George Owen, Boston Bruins
- Billy Burch, Chicago Black Hawks
- Reg Noble, Montreal Maroons
- Hib Milks, Ottawa Senators
- Norman Gainor, Ottawa Senators
- Harold Darragh, Toronto Maple Leafs